# Prefettura di Shiga
Shiga (滋賀県?, Shiga-ken) è una prefettura giapponese di 1 337 770 abitanti (ad aprile 2000), con capoluogo a Ōtsu. Si trova nella regione di Kinki, sull'isola di Honshū.
Fino al 1º gennaio 2010 ne hanno fatto parte anche i distretti di Higashiazai e Ika, da tale data inglobati nell'attuale prefettura.
L'ultima governatrice eletta, Yukiko Kada, è una professoressa e si era candidata contro il governatore uscente, Yoshitsugu Kunimatsu. Inaspettatamente ha vinto le elezioni. È la prima donna alla guida della prefettura, e la quinta nella storia del Giappone che sia mai diventata governatrice.

## Geografia fisica
La prefettura di Shiga è situata sull'isola di Honshū. Al suo interno si trova il maggior lago del Giappone, il Lago Biwa.

## Popolazione e città

### Città
| - Higashiōmi - Hikone - Kōka - Konan - Kusatsu - Maibara - Moriyama - Nagahama - Ōtsu (capoluogo) - Ōmihachiman - Rittō - Takashima - Yasu |